# 주이쑤옌현
주이쑤옌현(베트남어: Huyện Duy Xuyên / 縣濰川)은 베트남 남중부 지방 꽝남성의 현이다.

## 행정 구역
주이쑤옌현은 1시진, 13사를 관할하고 있다.

### 시진
- 남프억 시진 (Thị trấn Nam Phước, 南福市鎭)

### 사
- 주이쩌우 사 (Xã Duy Châu, 濰洲社)
- 주이하이 사 (Xã Duy Hải, 濰海社)
- 주이화 사 (Xã Duy Hòa, 濰和社)
- 주이응이어 사 (Xã Duy Nghĩa, 濰義社)
- 주이푸 사 (Xã Duy Phú, 濰富社)
- 주이프억 사 (Xã Duy Phước, 濰福社)
- 주이선 사 (Xã Duy Sơn, 濰山社)
- 주이떤 사 (Xã Duy Tân, 濰新社)
- 주이타인 사 (Xã Duy Thành, 濰城社)
- 주이투 사 (Xã Duy Thu, 濰秋社)
- 주이찐 사 (Xã Duy Trinh, 濰貞社)
- 주이쭝 사 (Xã Duy Trung, 濰中社)
- 주이빈 사 (Xã Duy Vinh, 濰榮社)